# Linia kolejowa Merseburg – Halle-Nietleben
Linia kolejowa Merseburg – Halle-Nietleben – zelektryfikowana linia kolejowa w Niemczech, w kraju związkowym Saksonia-Anhalt. Ma długość 19 km i na odcinku Merseburg – Merseburg-Elisabethhöhe i Halle-Zscherbener Straße – Halle-Nietleben jest linią dwutorową. Prawie na całej długości odcinka od Merseburga do miejscowości Schafstädt przebiega wzdłuż potoku Laucha. 

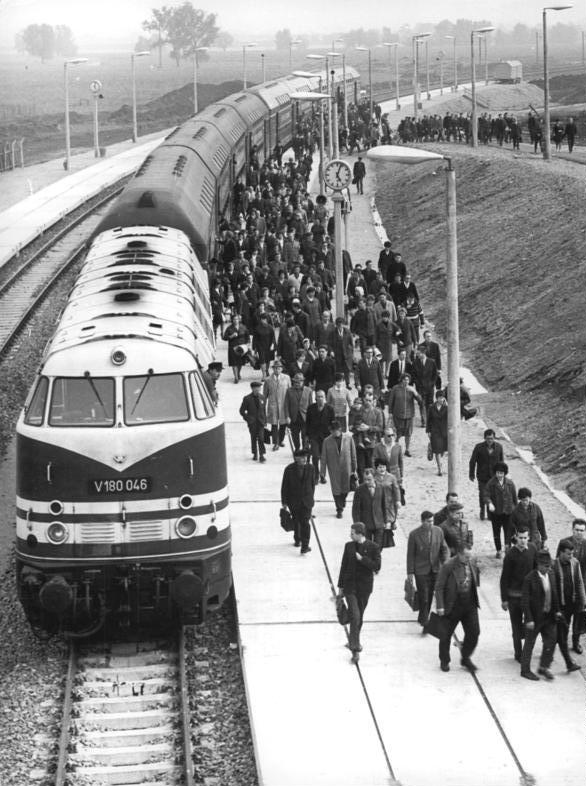
1967 – Nowy przystanek Halle-Neustadt (obecnie Halle Zscherbener Straße)

Linia Merseburg–Schafstädt z odgałęzieniem Bad Lauchstädt–Benkendorf–Angersdorf powstała w roku 1896 i służyła przede wszystkim przewozom lokalnym. Zimą 1944/45 była wykorzystywana jako trasa objazdowa linii kolejowych i mostów na Soławie zniszczonych w czasie działań wojennych. Obecny przebieg linii ustalił się w 1967 w związku z powstaniem linii (Merseburg–) Bad Lauchstädt–Angersdorf (24 kwietnia 1967). W latach 80. z linii dziennie korzystało 9600 pracowników zakładów Buna. Przekształcenia własnościowe i organizacyjne tych zakładów spowodowały skokowy spadek ilości podróżnych. Tuż przed zawieszeniem przewozów pociągi zestawione były tylko z lokomotywy serii 143 i wagonu piętrowego i kursowały tylko w dni robocze w godzinach szczytu w ilości 6 par. Podróż między Merseburg i Halle-Nietleben trwała 22 minuty. Wraz ze zmianą rozkładu jazdy w dniu 9 grudnia 2007 roku ruch pociągów pasażerskich został zawieszony.